# كفر دميرة القديم
قرية كفر دميرة القديم هي إحدى القرى التابعة لمركز طلخا في محافظة الدقهلية في جمهورية مصر العربية. حسب إحصاءات سنة 2006، بلغ إجمالي السكان في كفر دميرة القديم 9055 نسمة، منهم 4762 رجل و4293 امرأة. من أعلامها الكاتب والصحفي أحمد حسن الزيات.

## التاريخ
قرية كفر دميرة القديم من القرى القديمة، حيث وردت باسم «دميره القبلية» في أعمال السمنودية ضمن قرى الروك الصلاحي التي أحصاها ابن مماتي في كتاب قوانين الدواوين، كما وردت باسم «دميره القبليه» في أعمال الغربية ضمن قرى الروك الناصري التي أحصاها ابن الجيعان في كتاب «التحفة السنية بأسماء البلاد المصرية». وفي العصر العثماني وردت باسم «كفر دميره» في التربيع العثماني الذي أجراه الوالي العثماني سليمان باشا الخادم في عصر السلطان العثماني سليمان القانوني ضمن قرى ولاية الدقهلية، وفي تاريخ 1228هـ/1813م الذي عدّ قرى مصر بعد المسح الذي قام به محمد علي باشا باسم «كفر دميرة القديم» ضمن قرى مديرية الدقهلية.